# Király Péter (jogász)
Király Péter (Szilágyzovány, 1868. szeptember 22. – Szilágyzovány, 1933. január 6.) magyar jogász, író.

## Életútja
Középiskoláit Zilahon és Debrecenben végezte, főiskolai tanulmányait a debreceni jogakadémián, ahol a diákság Főiskolai Közlönyét is szerkesztette. A kolozsvári egyetemen jogi doktorátust szerzett; 1914-ig Debrecenben ügyvéd, a Függetlenségi és Negyvennyolcas Párt Debrecen c. hivatalos lapjának szerkesztője, s a Fővárosi Lapok tudósítója. Szabad szellemű és az osztrák uralom ellen írt cikkei miatt izgatás, felségsértés címén többször is perbe fogták és elítélték.
Első kötete A magyar nemzet pusztulása Debrecenben (1898), A rabság világából c. verseskötete (1901) és Vészkiáltások c. társadalompolitikai regénye (1904) Szegeden jelent meg, Magyar szocializmus c. tanulmánya Debrecenben (1904), Hazafias ünnepi beszédei szintén Debrecenben jelentek meg (1908).
Az első világháborúból hazatérve szülőfalujában telepedett le, írásait a Szilágyság, Szilágy-Somlyó, Brassói Lapok c. orgánumok közölték. 1932-ben fejezte be kéziratban maradt Az üldözött c. háromrészes drámai költeményét, melyben életének viszontagságait örökítette meg.